# بلوسفلدیا
بلوسفلدیا(نام علمی: Blossfeldia) نام یک سرده از تیره کاکتوس است.